# 飫肥駅
飫肥駅（おびえき）は、宮崎県日南市星倉一丁目にある、九州旅客鉄道（JR九州）日南線の駅である。

## 歴史
- 1941年（昭和16年）10月28日：鉄道省志布志線（現・日南線）油津駅 - 北郷駅間延伸時に開設[1]。
- 1960年（昭和35年）11月1日：貨物取扱廃止[5]。
- 1963年（昭和38年）5月8日：志布志線志布志駅 - 北郷駅間が日南線へ編入、同線の駅となる[5]。
- 1985年（昭和60年）3月14日：荷物扱い廃止[5]。
- 1987年（昭和62年）4月1日：国鉄分割民営化に伴い、九州旅客鉄道（JR九州）の駅となる[5]。
- 2022年（令和4年）
  - 2月28日：飫肥杉製駅名標新設[6]。
  - 4月1日：宮崎支社発足、鹿児島支社から同支社へ移管[7]。同時に簡易委託駅化。

## 駅構造
島式ホーム1面2線と側線を有する列車交換可能な地上駅。ホームと駅舎は構内踏切で連絡している。木造駅舎は近くにある飫肥城を模して造作されたもの。
以前は業務委託駅（JR九州サービスサポート受託）であったが、2022年4月1日より簡易委託駅（日南市受託）となった。自動券売機・きっぷうりばが設置されている。

### のりば
| のりば | 路線    | 方向 | 行先             |
| ------ | ------- | ---- | ---------------- |
| 1      | ■日南線 | 上り | 南宮崎・宮崎方面 |
| 2      | ■日南線 | 下り | 油津・志布志方面 |

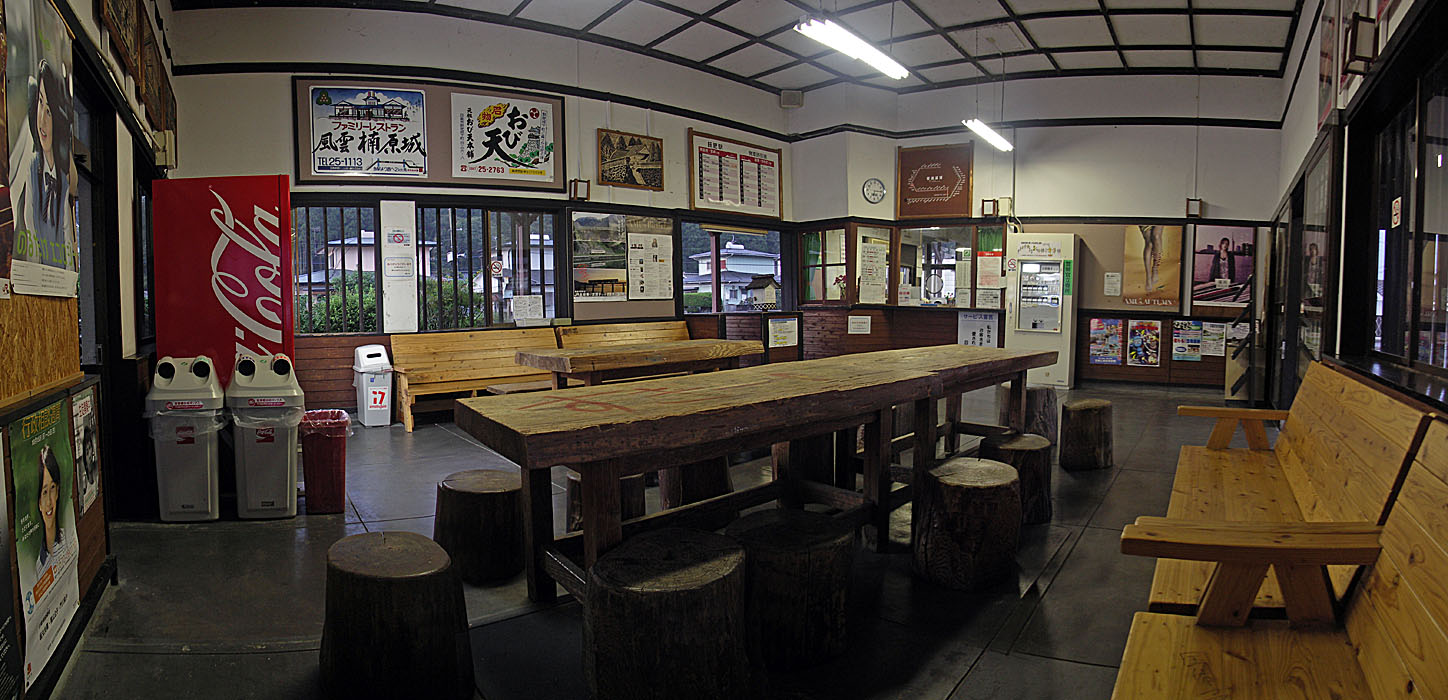
駅構内（2007年）
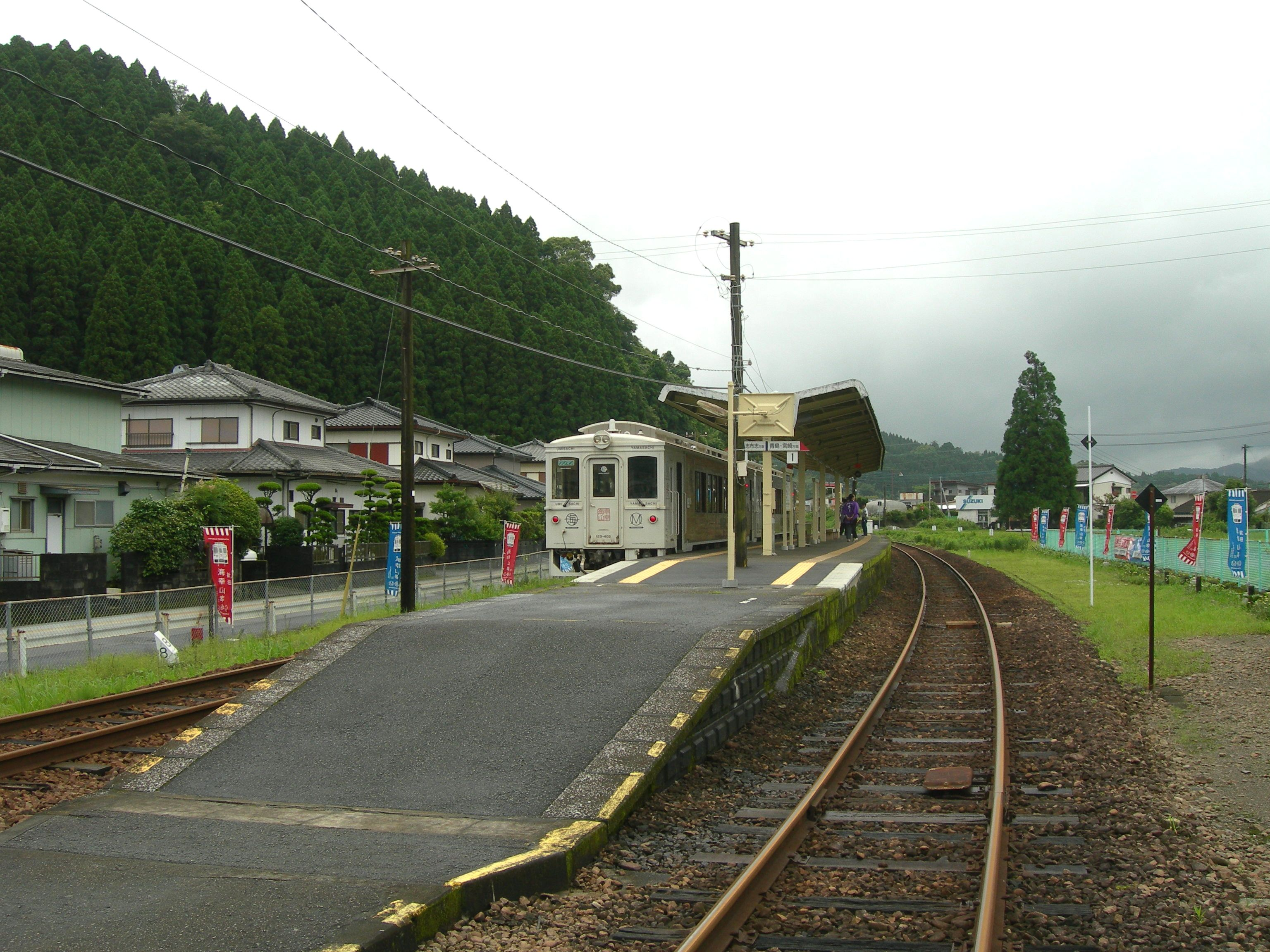
ホーム（2010年6月）

## 利用状況
2023年（令和5年）度の1日平均乗車人員は375人である。
「宮崎県統計年鑑」における近年の1日平均乗車人員の推移は以下の通り。
| 年度   | 1日平均 乗車人員 |
| ------ | ---------------- |
| 1996年 | 611              |
| 1997年 | 583              |
| 1998年 | 577              |
| 1999年 | 543              |
| 2000年 | 561              |
| 2001年 | 558              |
| 2002年 | 522              |
| 2003年 | 470              |
| 2004年 | 465              |
| 2005年 | 403              |
| 2006年 | 382              |
| 2007年 | 368              |
| 2008年 | 382              |
| 2009年 | 372              |
| 2010年 | 356              |
| 2011年 | 370              |
| 2012年 | 383              |
| 2013年 | 397              |
| 2014年 | 381              |
| 2015年 | 376              |
| 2016年 | 355              |
| 2017年 | 349              |
| 2018年 | 352              |
| 2019年 | 373              |
| 2020年 | 345              |
| 2021年 | 326              |
| 2022年 | 360              |
| 2023年 | 375              |

## 駅周辺
飫肥城の城下町、日南市飫肥地区の中心駅であるが、駅は市街地からは約500m程離れた酒谷川対岸に立地している。
- 国道222号（飫肥街道）
- 飫肥城
- 飫肥城歴史資料館
- 五百禩（）神社
- 豫章館
- 振徳堂
- 竹香園
- 商家資料館
- 宮崎県立日南高等学校
- 宮崎県立日南振徳高等学校
- 日南市役所飫肥出張所
- 宮崎地方裁判所日南支部
- 日南市立飫肥小学校：大手門（城の門）をくぐって入る。
- 日南市立飫肥中学校
- 日南区検察庁
- 飫肥郵便局：町景観に配慮し、城下町らしい白壁塗りの外観を持つ。
- 日南星倉簡易郵便局
- 宮崎南部森林管理署
- 小村壽太郎生家・小村記念館

## 隣の駅
九州旅客鉄道（JR九州）
■日南線
- 特急「海幸山幸」停車駅

■快速「日南マリーン号」（当駅より志布志方面は各停）
北郷駅 - 飫肥駅 - 日南駅
■普通
内之田駅 - 飫肥駅 - 日南駅